# Zanthoxylum ailanthoides
Zanthoxylum ailanthoides là thức ăn của ấu trùng Papilio bianor, Papilio helenus, Papilio protenor, và Papilio xuthus.